# Beaune
Beaune [bón] je historické město na východě Francie v departmentu Côte-d'Or a regionu Burgundsko-Franche-Comté, středisko vinařské oblasti Côte d'Or. Má 22 000 obyvatel. Nachází u něj významná dálniční křižovatka.

## Historie
Beaune je prastaré keltské a později římské sídlo (castrum), městská práva však dostalo až roku 1203. Od 14. století bylo (vedle Dijonu) sídlem mocných burgundských vévodů, kteří ovládali také Flandry a kteří postavili dodnes zachovanou městskou hradbu. Když roku 1477 zemřel poslední z nich, francouzský král Ludvík XI. město po delším obléhání dobyl a připojil k Francii. Množství historických památek svědčí o bohatství a slávě města.

## Víno
Oblast okolo Beaune je známá pro burgundské víno a Beaune sám je znám pro výroční dražby vín pořádané beaunským hospicem.

## Pamětihodnosti

### Hospic v Beaune

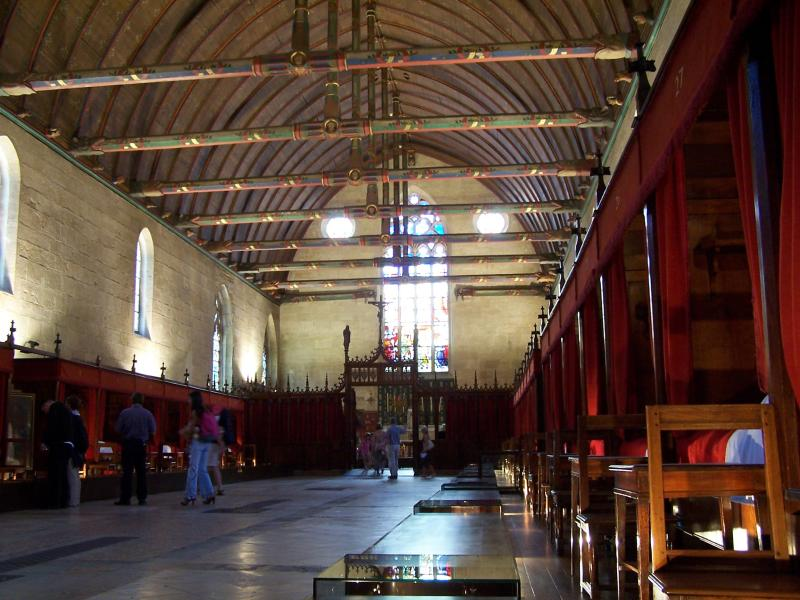
Hospic v Beaune, sál chudých

Bývalá nemocnice a chudobinec je hlavní turistickou atrakcí Beaunu. Byla založena 4. srpna 1443 Nicolasem Rolinem, kancléřem burgundského vévody, a jeho ženou a otevřen v roce 1452. Manželé k obsluze nemocných založili zvláštní řád, jehož jeptišky se v hospicu staraly o chudé a nemocné až do roku 1993, kdy byla otevřena nová. Poté se z nemocnice stalo muzeum lékařské péče s různými nástroji, s historickou lékárnou a kuchyní.
V kontrastu se strohou vnější fasádou je vnitřek dvora bohatý: má dvě patra dřevěných galerií a charakteristickou střechu s polévanými pestrými taškami ve flanderském slohu. Ve velkém sále (Salle des povres, 50 x 14 m, výška 16 m) se dvěma řadami lůžek po stranách, s bohatým dřevěným stropem a kaplí se konají také koncerty. Na oltáři této kaple byl původně slavný oltářní obraz (polyptych) Posledního soudu, připisovaný flámskému malíři Rogierovi van der Weyden, který je dnes vystaven v obrazárně hospice.
Beaunské nemocnice stále spravují nadační jmění asi 60 ha vinic, jejichž úroda se každý rok třetí neděli v listopadu prodává na charitativní „dražbě při svíčkách“. Z výnosu, který činí několik milionů EUR, se částečně financují nemocnice a starobinec města Beaune.

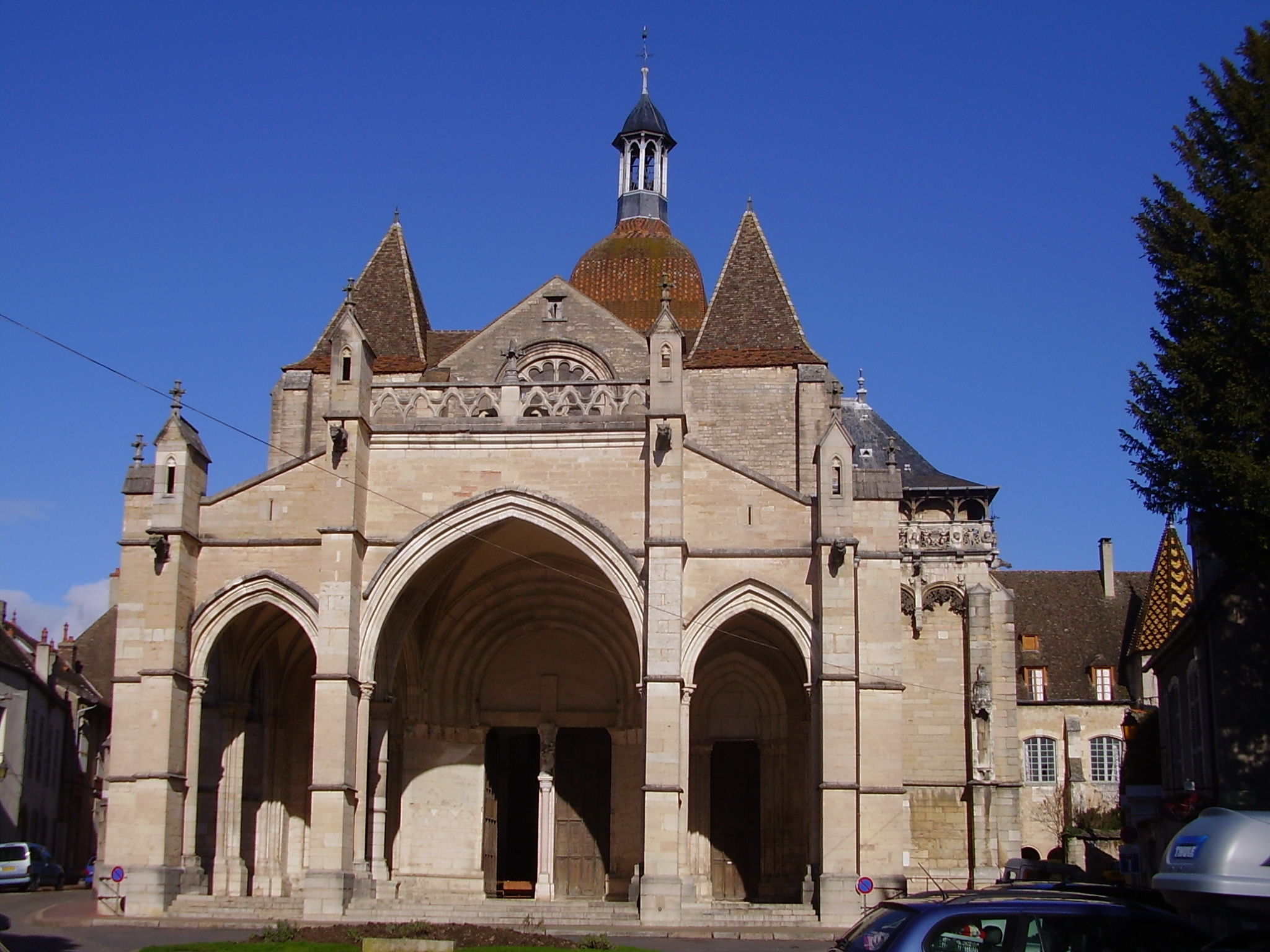
Chrám Notre Dame v Beaune

### Chrám Notre-Dame
Kapitulní chrám Panny Marie (Notre Dame) je hlavní kostel v Beaune. Je to velká trojlodní stavba s věží nad křížením a věncem kaplí kolem chóru, postavená v přechodném románsko-gotickém slohu někdy mezi lety 1150 a 1230. Ve stejné době vznikl i zčásti zachovaný kanovnický dům se zbytkem křížové chodby. Po požáru roku 1272 byl kostel částečně přestavěn, v dalších staletích se k němu přistavěla pozdně gotická západní předsíň (narthex) a několik kaplí.
Na stěnách chóru je galerie pozdně středověkých tapiserií, utkaných kolem roku 1500 v Tournai, s výjevy ze života Panny Marie. V hlavním vchodu jsou původní pozdně gotická vyřezávaná vrata.

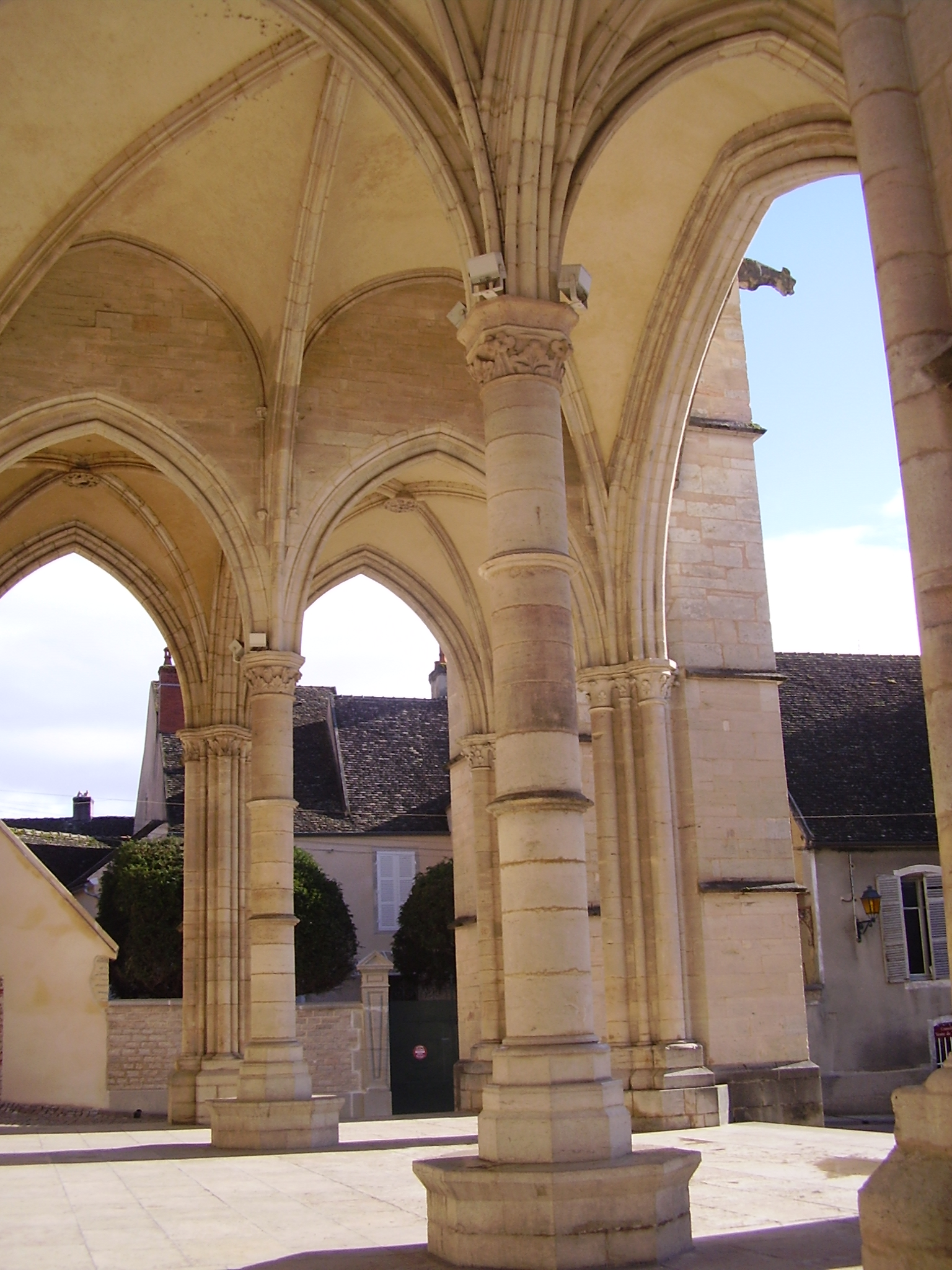
Západní předsíň
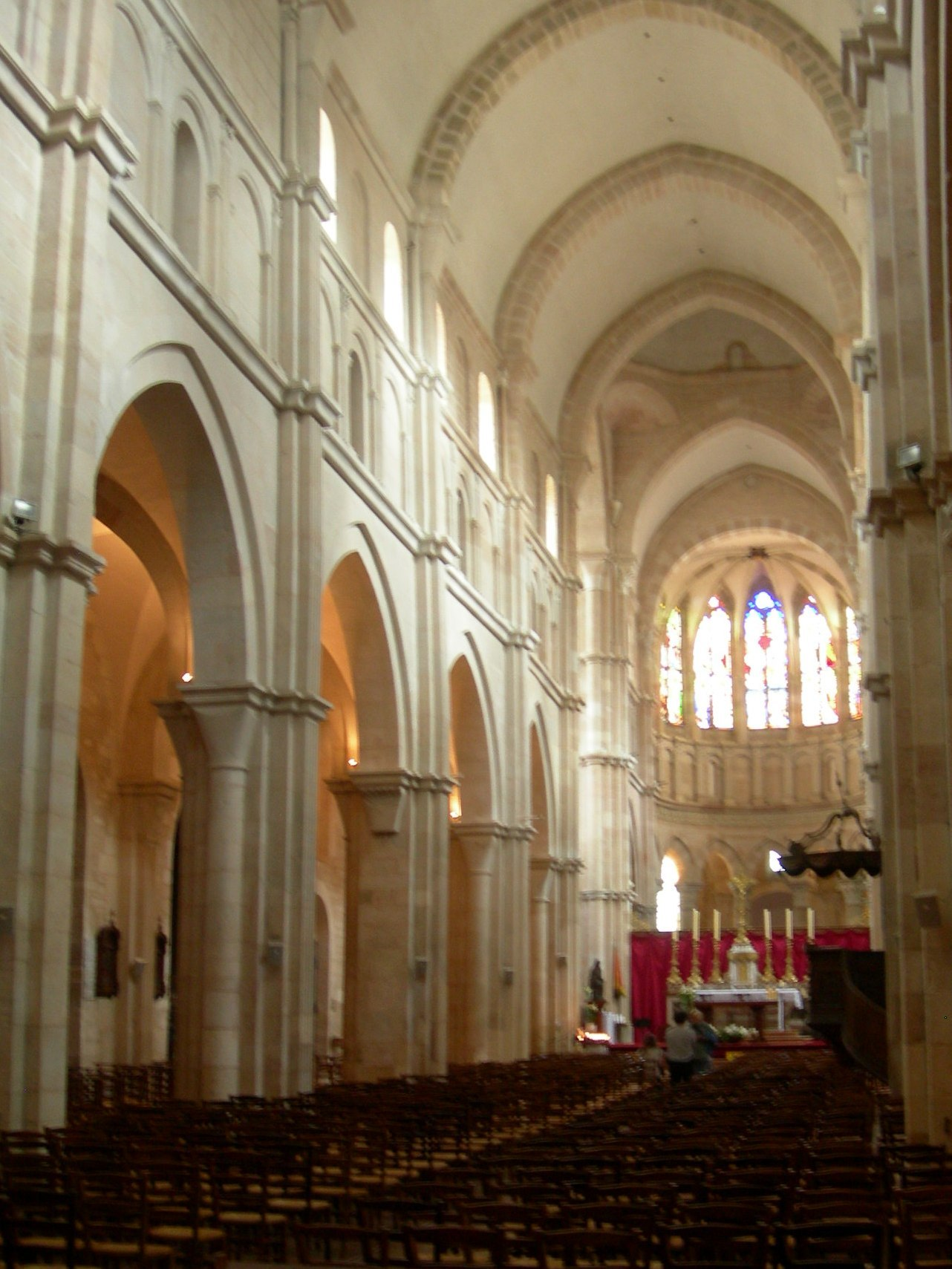
Vnitřek kostela
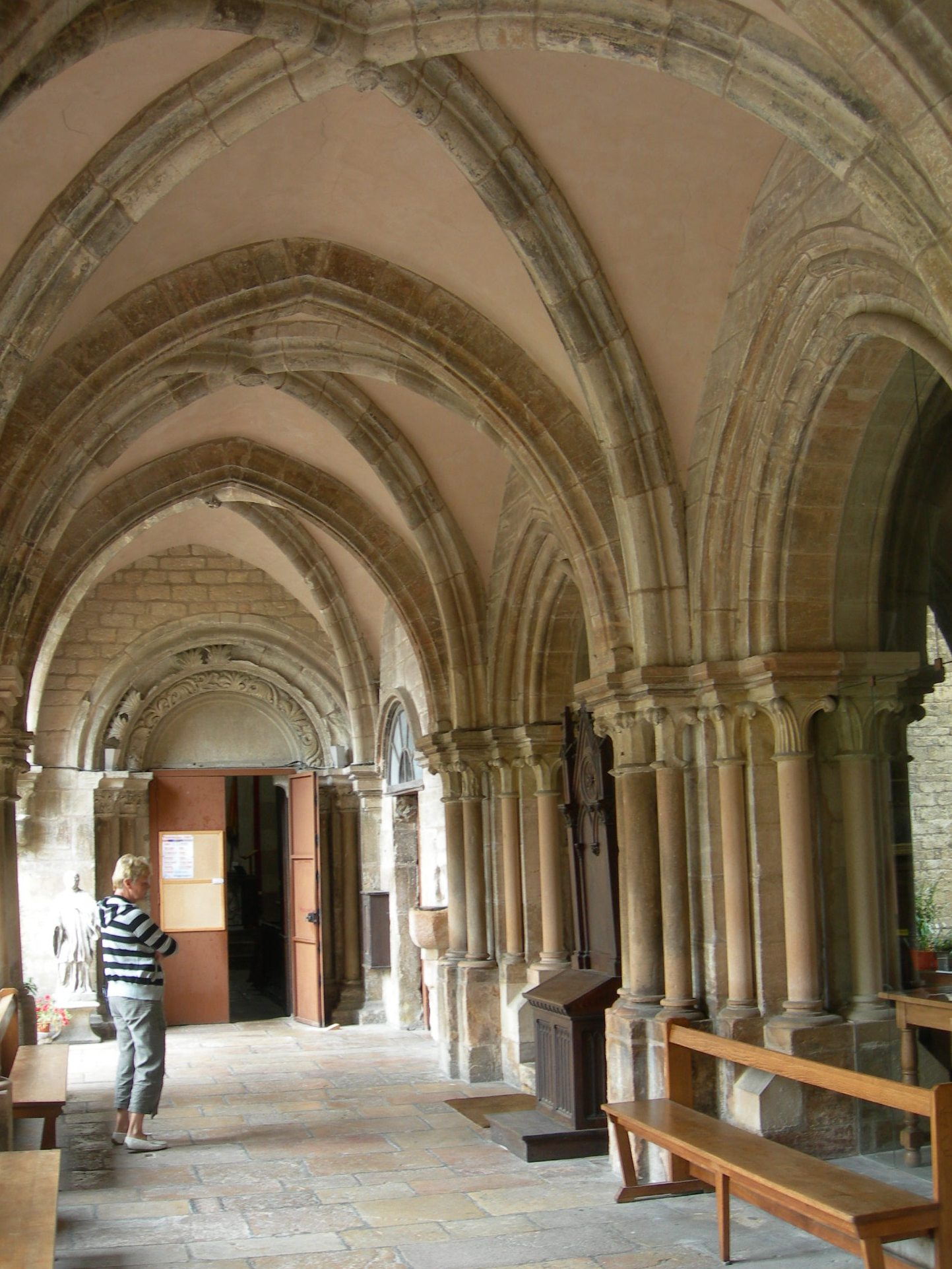
Zbytek křížové chodby
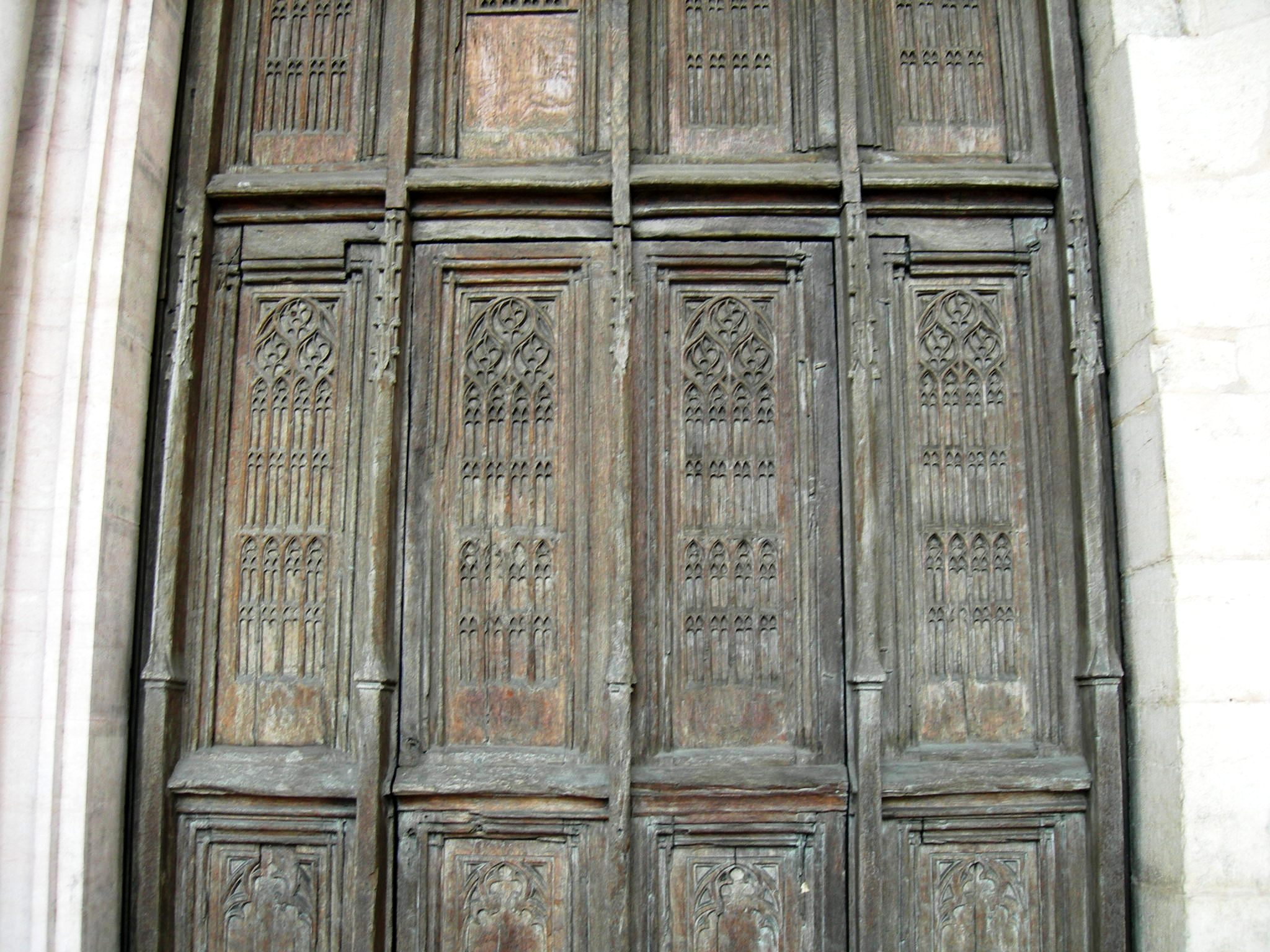
Gotická vrata

### Muzeum vína
Je umístěno v komplexu historických budov asi 150 m jihovýchodně od chrámu (Rue de l'Enfant 7) a má celoroční výstavu historie a současnosti burgundského vinařství a výroby známé Dijonské hořčice.

### Další památky
- Tour de l'horloge, středověká věž s hodinami v Rue Marey.
- Hopital de la sainte Trinité (Nemocnice sv. Trojice) z roku 1645.
- Řada historických domů z 13. až 17. století, zejména v Rue de Lorraine, Rue Maufoux a Rue Rousseau-Deslades
- Středověké hradby s 8 baštami a bránou sv. Mikuláše, po nichž dnes vede turistický okruh.
- Zbytky nejstaršího kostela Saint Baudele z 5. století, dnes zastavěné v občanském domě a nepřístupné.

## Vývoj počtu obyvatel
Počet obyvatel

## Slavní obyvatelé

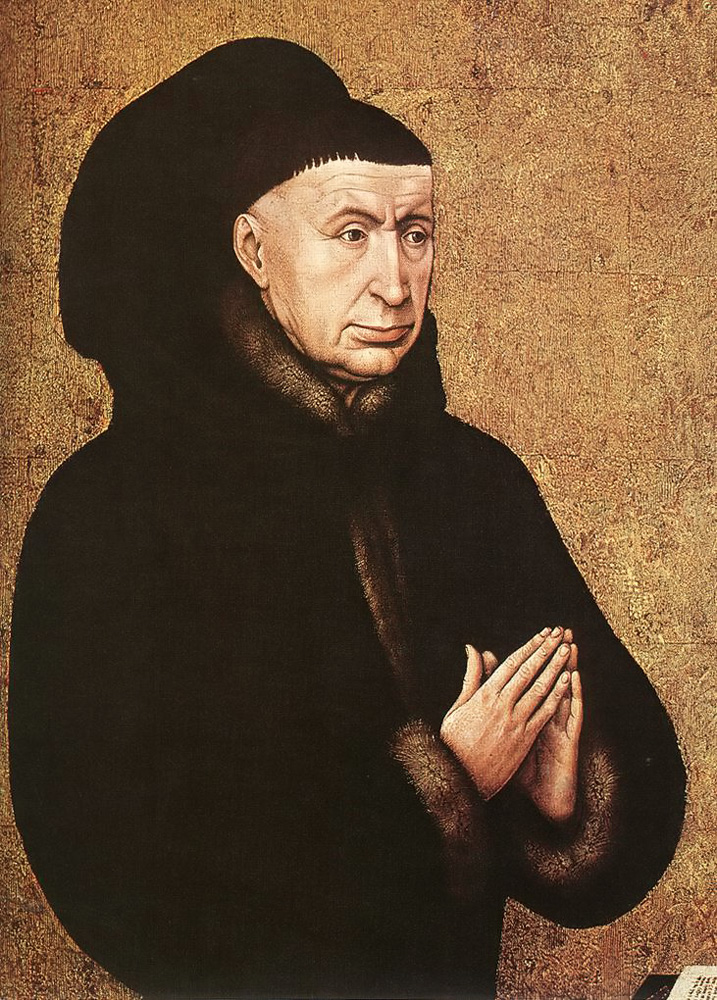
Nicolas Rolin

- Nicolas Rolin (1376 - 1462), zakladatel Hospices de Beaune
- François Pasumot (1733 - 1804), geograf a archeolog
- Gaspard Monge (1746 – 1818), politik a matematik
- Xavier Forneret (1809 - 1884), básník a novinář
- Félix Ziem (1821 - 1911), malíř
- Charles Bigarne (1825 - 1911), historik
- Étienne-Jules Marey (1830 - 1904), lékař a fyziolog
- Édouard Joly (1898 - 1982), letecký konstruktér
- Bruno Latour (1947–2022), sociolog a filosof
- François Garnier (1944 - 2018), arcibiskup z Cambrai

## Partnerská města
- Bensheim, Německo
- Koshu, Japonsko
- Kremže, Rakousko
- Malmedy, Belgie
- Missoula, USA
- Nantucket, USA